# Mekar Sari (Buntu Pane)
Mekar Sari is een bestuurslaag in het regentschap Asahan van de provincie Noord-Sumatra, Indonesië. Mekar Sari telt 2400 inwoners (volkstelling 2010).